# Gruta do Coelho
A Gruta do Coelho é uma gruta portuguesa localizada na freguesia dos Altares, concelho de Angra do Heroísmo, ilha Terceira, arquipélago dos Açores.
Esta cavidade apresenta uma geomorfologia de origem vulcânica em forma de tubo de lava localizado em planalto. Apresenta um comprimento de 171.5 m. por uma largura máxima de 7.2 m. e uma altura também máxima de 5 m. devido às suas características esta estrutura geológica faz parte da Rede Natura 2000

## Espécies observáveis[2]
- Platynothrus peltifer Acari-Oribatei Camisiidae
- Acrogalumna longiplumus Acari-Oribatei Galumnidae
- Nothrus palustris azorensis Acari-Oribatei Nothridae
- Pardosa acoreensis Araneae Lycosidae
- Trechus terceiranus Coleoptera Carabidae
- Aloconota sulcifrons Coleoptera Staphylinidae
- Pseudosinella ashmoleorum Collembola Entomobryidae
- Hypogastrura denticulata Collembola Hypogastruridae
- Folsomia fimetaria Collembola Isotomidae
- Onychiurus n. sp. Collembola Onychiuridae
- Tomocerus minor Collembola Tomoceridae
- Aphaereta minuta Hymenoptera Braconidae